# Васа Д. Поповић
Васа Д. Поповић (11. јул 1890 – 1972) био је српски ратни фотограф из Првог светског рата и инжењер. Као инжењер радио, поред осталог, на каптажи лековитих извора у Врњачкој бањи, као и на изградњи путева и мостова.

## Детињство, младост и образовање
Васа Поповић рођен је у Ражњу 11. јула 1890. године од оца Драгутина, Драже и мајке Јулијане рођене Милојковић. Отац му је био познати национални и просветни радник рођен 1863. године у породици свештеника Василија Поповића у Ћићевцу. Завршио је богословију, јер се свештенички позив у породици Поповић преносио генерацијама са оца на сина, али је радио као учитељ у Ражњу, Ћићевцу и Лучини од 1901, до пензије 1924, где је умро 1942. године.
Василије је основну школу учио у Лучини, а гимназију у Крушевцу и Нишу. Активно је учествовао у раду ђачког позоришта „Обилић“ у Крушевцу 1905-1906. године које су чинили глумци Васа Протић, Милован Петковић, Љубивоје Благојевић, Радосав Јовановић, Веља Милосављевић, Стојан Стојановић, Павле Шајковић, Миодраг Јовановић, Васа Поповић, Миодраг Тричковић и редитељ Миодраг Влатковић. Матурирао је школске 1908-1909. године.
Студирао је грађевину на Високој техничкој школи у Минхену као стипендиста српске владе. Већ тада је заокупљен фотографијом. Окупља око себе и дружи се са српским студентима у Минхену, и та окупљања бележи објективом фотоапарата. Успешно завршава студије и први део дипломског испита. Полагање другог дела било је заказано за 3. август 1914. године, али је он због ратног стања, пет дана раније морао да се врати у Србију, преко Русије. 

## Први светски рат
После 16 дана путовања стиже у родитељски дом у Крушевац, одакле одлази у Скопље и прикључује се легендарној скопској ђачкој чети, познатој као „Батаљон 1300 каплара“. После двомесечне обуке са својом четом одлази на фронт Сувобора и већ ту, са чином наредника-водника прима вод у Седмом пешадијском пуку Другог батаљона.
На фронту је до краја рата радећи и као ратни фотограф. Одликован је златним и сребрним орденом Обилића за храброст, Споменицом краља Петра за учешће у рату и Албанском споменицом. До краја рата добио је чин потпоручника, а после рата добио је чин потпуковника у резерви. У Војном музеју налази се албум „Седми пешадијски пук краља Петра I из рата 1916-1918. године“, кога чини велики број портрета и групних фотографија. 

## Време између два Светска рата
Крајем 1918. Врховна команда га упућује у Италију на довршетак студија. Дипломирао је 1919. на Политехничком факултету у Торину. По завршетку основних студија враћа се у Србију и ради као шеф Грађевинске секције Крушевачког округа. У истом граду је и докторирао техничке науке 1930. године. 
Од 1922. до 1926. године радио је у Управи Врњачке бање као бањски инжењер и заједно са инжењером Владом Митровићем учествовао је на каптажи врњачких минералних извора и заслужан је што су сакупљени и сачувани римски новчићи нађени приликом каптаже топле минералне воде 1924. године.
Убрзо Министарство социјалне политике упућује Васу Поповића у Сарајево на место шефа Инспекције рада, а потом га враћа у Крушевац. Од 1928. до 1938. је шеф Техничког одељења у Крушевцу. Успут прати шта се догађа са врњачким изворима при каптажи 1932. до 1937. на „Топлој води“ и на „Снежнику“. Од 1938. до 1940. је шеф Техничког одељења у Београду, а потом у Новом Саду, где је именован за начелника Техничког одељења Банске управе Дунавске бановине. 

## Послератни период
Крај Другог светског рата затекао га је на месту начелника Општег одељења Министарства грађевина. После рата распоређен је у министарство Босне и Херцеговине, где је радио на обнови и уређењу насеља и исушивању понора у Ливањском, Гламочком и Дувањском срезу. Пројектовао је више мостова у Босни и Херцеговини, а обновио је мост у Вишеграду, чувену „на Дрини ћуприју“ коју су Немци за време рата оштетили рушећи четири средишња стуба. У Босни и Херцеговини је пројектовао и путеве: Пале-Јахорина, и Царина-Црепољско.
За мирнодопски рад одликован је Југословенском круном 4. степена, Југословенском круном 5. степена и орденом Свети Сава. Био је и високи функционер Соколске организације. Учествовао је на 9. слету соколара у Прагу. Умро је 1972. године у Београду.